# اوبوی
اوبوی (به فرانسوی: Auboué) یک کمون در فرانسه است که در canton of Homécourt واقع شده‌است. اوبوی ۴٫۵۴ کیلومتر مربع مساحت دارد ۱۸۵ متر بالاتر از سطح دریا واقع شده‌است.